# Literatura psicodélica
El término literatura psicodélica hace referencia a un género narrativo basado en las experiencias con drogas psicodélicas o enteógenas. El tema es generalmente desarrollado por escritores científicos, filósofos, naturalistas, artistas, novelistas, cuentistas, poetas y ensayistas. Los elementos de este género comprenden protagonistas que atraviesan o reflexionan acerca de los diferentes elementos relacionados con las experiencias psicodélicas y los estados alterados de consciencia que posibilitan.

## Historia
A lo largo de la historia de la humanidad, muchos autores literarios han tenido una relación estrecha con sustancias enteógenas que les ha marcado tanto su vida como su obra artística. Su vida como su obra han sido estudiadas desde la academia como fuera de ella.
Dentro de las sustancias enteógenas que provocan los estados expandidos de consciencia que han utilizado los escritores se encuentran el opio, la mescalina, la ayahuasca y el LSD. Albert Hofmann, que sintetizó por primera vez la molécula del LSD en 1938 a partir del hongo del cornezuelo del centeno, creía en el uso por intelectuales y artistas de estas sustancias por su potencial visionario. A partir de su descubrimiento y el redescubrimiento de la mescalina muchos autores como Huxley, Michaux y Jünger empezaron a utilizar estas sustancias y publicaron libros y ensayos sobre sus experiencias.
Según Marta Herrero Gil (2012): 

En Inglaterra y en Francia, los escritores empezaron a tomar drogas en sus exploraciones literarias a principios del siglo XIX, coincidiendo con el inicio de la experimentación química que dio como resultado, en Europa, el aislamiento de los alcaloides de algunas sustancias, y la entrada en contacto, fruto del Imperialismo, con culturas lejanas habituadas a tomar opio o hachís. El resultado fue el nacimiento de un tipo específico de literatura, la literatura drogada, denominada así por el historiador italiano Alberto Castoldi, para quien esta noción se origina en la experiencia con drogas de un autor y en su voluntad y acción de expresar al mundo exterior las modificaciones que la sustancia ha producido en él. Habría además, otra literatura vinculada a las sustancias, pero provocada por la reflexión consciente del autor sobre ellas y la manifestación de una opinión.
Marta Herrero Gil

Hoy en día se continúan publicando libros inspirados en el uso de sustancias enteógenas al mismo tiempo que se sigue estudiando la relación entre los estados alterados de consciencia y las sustancias que los provocan en las sociedades contemporáneas.

## Obras clásicas del género
- De Quincey, Thomas (1822). Confesiones de un inglés comedor de opio.
- Gaultier, Théophile (1846). El club de los hachichinos.
- Baudelaire, Charles (1860). Los paraísos artificiales.
- Boissière, Jules (1896). Fumadores de opio - Cómicos ambulantes, Los espíritus del monte Tan-Vien y otros relatos.[7]
- Jünger, Ernst (1939). Sobre los acantilados de mármol.
- Artaud, Antonin (1948). Viaje al país de los tarahumaras.
- Huxley, Aldous (1954). Las puertas de la percepción.
- Huxley, Aldous (1956). Cielo e infierno.
- Michaux, Henri (1956). Miserable milagro (La mescalina).
- Michaux, Henri (1966). Las grandes pruebas del espíritu y las innumerables pequeñas.
- Burroughs, William (1959). El almuerzo desnudo.
- Jünger, Ernst (1970). Acercamientos. Drogas y ebriedad.
- Burroughs, William y Allen Ginsberg (1963). Las cartas de la ayahuasca.
- Wolfe, Tom (1968). Ponche de ácido lisérgico.
- Cocteau, Jean (1969). Opio - Diario de una desintoxicación.
- Calvo, César (1981). Las tres mitades de Ino Moxo y otros brujos de la amazonía.